# رافاييل دي باكو
رافاييل دي باكو (بالإيطالية: Raffaele Di Paco)‏ ولد بتاريخ 6 يوليو 1908 في إيطاليا، وتوفي في 21 مايو 1996 في إيطاليا، كان دراج إيطالي في صنف سباق الدراجات على الطريق.

## سجل النتائج

### سباقات أو مراحل فاز بها
- طواف فرنسا
- طواف إيطاليا

## روابط خارجية
- رافاييل دي باكو على موقع أرشيف الدراجات (الإنجليزية)
- رافاييل دي باكو على موقع إحصائيات الدراجات الإحترافية (الإنجليزية)
- رافاييل دي باكو على موقع CycleBase (الإنجليزية)